# A Princesinha (1939)
A Princesinha (em inglês:  The Little Princess) é um filme norte-americano de 1939, gênero drama musical, dirigido por Walter Lang, com roteiro de Walter Ferris e Ethel Hill baseado no livro homônimo de Frances Hodgson Burnett.
Em 1995, o filme ganharia uma nova versão homônima, dirigida por Alfonso Cuarón. 

## Elenco
- Shirley Temple .... Sara Crewe
- Richard Greene .... Geoffrey Hamilton
- Anita Louise .... Rose
- Mary Nash .... Senhorita Minchin
- Sybil Jason .... Becky
- Ian Hunter .... Capitão Crewe
- Cesar Romero ....  Ram Dass
- Marcia Mae Jones .... Lavinia
- Ira Stevens .... Ermengarde
- Arthur Treacher .... Hubert 'Bertie' Minchin
- Amber Amir .... Priscilla 'Prissy' Zinelli

## Galeria

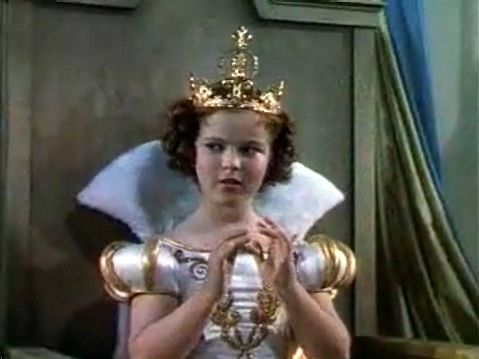
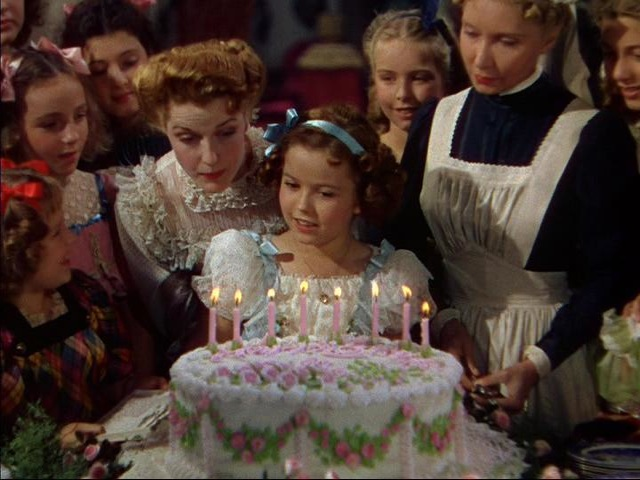
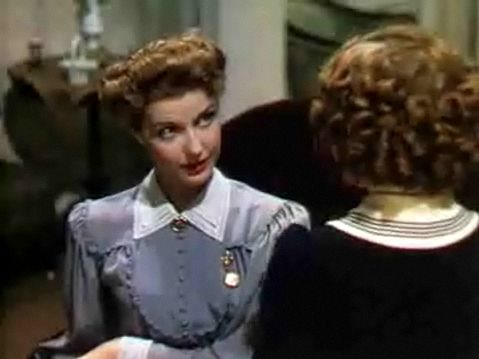